# Giovanni Enrico di Lussemburgo
Giovanni Enrico di Lussemburgo (in ceco: Jan Jindřich, in tedesco: Johann Heinrich) (Mělník, 12 febbraio 1322 – Brno, 12 novembre 1375) è stato un margravio di Moravia.

## Biografia
Terzo figlio sopravvissuto della regina Elisabetta di Boemia e del re Giovanni I di Boemia, nel 1330 sposò Margherita detta Maultasch, ereditiera del duca Enrico di Carinzia. 
Ma, dopo aver divorziato da questa prima moglie, nel 1349 si risposò con Margherita di Troppau, figlia del duca Nicola II di Troppau. Da lei ebbe numerosi figli, tra i quali si distinse il maggiore, Jobst di Moravia, che divenne margravio dopo il padre.
Morta la seconda moglie, nel 1364 sposò Margherita d'Asburgo, figlia del duca d'Austria Alberto II lo Sciancato. 
Infine nel 1366/1367 si sposò per l'ultima volta con Elisabetta di Öttingen. 

## Ascendenza
|                                |                       |                         | Genitori                |  |  | Nonni |  |  | Bisnonni                 |  |  | Trisnonni               |  |
|                                |                       |                         |                         |  |  |       |  |  | Enrico VI di Lussemburgo |  |  | Enrico V di Lussemburgo |  |
|                                |                       |                         |                         |  |  |       |  |  | Enrico VI di Lussemburgo |  |  | Enrico V di Lussemburgo |  |
|                                |                       | Marguerite di Bar       |                         |  |  |       |  |  | Enrico VI di Lussemburgo |  |  |                         |  |
| Enrico VII di Lussemburgo      |                       |                         |                         |  |  |       |  |  | Enrico VI di Lussemburgo |  |  |                         |  |
|                                |                       | Beatrice d'Avesnes      | Baudoin d'Avesnes       |  |  |       |  |  |                          |  |  |                         |  |
|                                |                       | Beatrice d'Avesnes      | Baudoin d'Avesnes       |  |  |       |  |  |                          |  |  |                         |  |
|                                |                       | Beatrice d'Avesnes      | Félicité de Coucy       |  |  |       |  |  |                          |  |  |                         |  |
| Giovanni I di Boemia           |                       | Beatrice d'Avesnes      |                         |  |  |       |  |  |                          |  |  |                         |  |
|                                |                       | Giovanni I di Brabante  | Enrico III di Brabante  |  |  |       |  |  |                          |  |  |                         |  |
|                                |                       | Giovanni I di Brabante  | Enrico III di Brabante  |  |  |       |  |  |                          |  |  |                         |  |
|                                |                       | Giovanni I di Brabante  | Alice di Borgogna       |  |  |       |  |  |                          |  |  |                         |  |
| Margherita di Lussemburgo      |                       | Giovanni I di Brabante  |                         |  |  |       |  |  |                          |  |  |                         |  |
|                                |                       | Marguerite di Dampierre | Guido di Dampierre      |  |  |       |  |  |                          |  |  |                         |  |
|                                |                       | Marguerite di Dampierre | Guido di Dampierre      |  |  |       |  |  |                          |  |  |                         |  |
|                                |                       | Marguerite di Dampierre | Matilda di Béthune      |  |  |       |  |  |                          |  |  |                         |  |
| Giovanni Enrico di Lussemburgo |                       | Marguerite di Dampierre |                         |  |  |       |  |  |                          |  |  |                         |  |
|                                | Ottocaro II di Boemia | Venceslao I di Boemia   |                         |  |  |       |  |  |                          |  |  |                         |  |
|                                | Ottocaro II di Boemia | Venceslao I di Boemia   |                         |  |  |       |  |  |                          |  |  |                         |  |
|                                | Ottocaro II di Boemia | Cunegonda di Svevia     |                         |  |  |       |  |  |                          |  |  |                         |  |
| Venceslao II di Boemia         | Ottocaro II di Boemia |                         |                         |  |  |       |  |  |                          |  |  |                         |  |
|                                |                       | Cunegonda di Slavonia   | Rostislav Michajlovič   |  |  |       |  |  |                          |  |  |                         |  |
|                                |                       | Cunegonda di Slavonia   | Rostislav Michajlovič   |  |  |       |  |  |                          |  |  |                         |  |
|                                |                       | Cunegonda di Slavonia   | Anna d'Ungheria         |  |  |       |  |  |                          |  |  |                         |  |
| Eliška di Boemia               |                       | Cunegonda di Slavonia   |                         |  |  |       |  |  |                          |  |  |                         |  |
|                                |                       | Rodolfo I d'Asburgo     | Alberto IV il Saggio    |  |  |       |  |  |                          |  |  |                         |  |
|                                |                       | Rodolfo I d'Asburgo     | Alberto IV il Saggio    |  |  |       |  |  |                          |  |  |                         |  |
|                                |                       | Rodolfo I d'Asburgo     | Heilwig di Kiburg       |  |  |       |  |  |                          |  |  |                         |  |
| Guta d'Asburgo                 |                       | Rodolfo I d'Asburgo     |                         |  |  |       |  |  |                          |  |  |                         |  |
|                                |                       | Gertrude di Hohenberg   | Burcardo V di Hohenberg |  |  |       |  |  |                          |  |  |                         |  |
|                                |                       | Gertrude di Hohenberg   | Burcardo V di Hohenberg |  |  |       |  |  |                          |  |  |                         |  |
|                                |                       | Gertrude di Hohenberg   | Matilde di Tubinga      |  |  |       |  |  |                          |  |  |                         |  |
|                                |                       | Gertrude di Hohenberg   |                         |  |  |       |  |  |                          |  |  |                         |  |